# Родна кућа народног хероја Стевице Јовановића
Родна кућа народног хероја Стевице Јовановића је типична грађанска кућа подигнута у првим деценијама 20. века. Налази се у Улици Ђорђа Стратимировића 16 у насељу Мала Америка. Данас је потпуно без декорације, али је у свом оригиналном изгледу била украшена малтерском пластиком у стилу сецесије, чији се сегменти још увек могу видети на другој половини куће која се води под бројем 16. У питању је двојна кућа са два идентична дела, истог распореда простора и фасадне декорације. Са дворишне стране је наткривени трем на стубовима.
Kућа је солидно грађена и очувана, сем што јој треба вратити оригиналну фасадну декорацију.
У кући је 1916. године рођен народни херој Стевица Јовановић.

## Галерија
- Родна кућа Стевице Јовановића (лево) и њој идентична кућа, али са сачуваном декорацијом (десно)